# Veliki ikozaeder
| Veliki ikozaeder            | Veliki ikozaeder                            |
| --------------------------- | ------------------------------------------- |
|                             |                                             |
| vrsta                       | Kepler-Poinsotov polieder                   |
| jedro stelacije             | ikozaeder                                   |
| elementi                    | F=20, E=30 V=12, {\displaystyle \chi \,}= 2 |
| stranske ploskve po straneh | 20{3}                                       |
| Schläflijev simbol          | {3, 5/2}                                    |
| Wythoffov simbol            | 2 3                                         |
| Coxeter-Dinkinov diagram    |                                             |
| simetrijska grupa           | Ih, H3, [5, 3], (*532)                      |
| sklici                      |                                             |
| značilnosti                 | pravilen nekonveksen deltaeder              |
| (slika oglišč)              |                                             |

Veliki ikozaeder (tudi vèliki dvajseterec) je eden izmed štirih Kepler-Poinsotovih poliedrov. Schläflijev simbol je {3, 5/2}. Njegov Coxeter-Dinkinov diagram pa je . Sestavljen je iz 20 medsebojno sekajočih se trikotnih stranskih ploskev. Ima trikotnike, ki se srečajo v vsakem oglišču v zaporedju, kot je to pri pentagramu.  

## Slike
| prosojni model                                     | gostota                                      | diagram stelacije | sferno tlakovanje |
| -------------------------------------------------- | -------------------------------------------- | --- | --- |
| Prosojni model velikega ikozaedra (glej animacijo) | Ima gostoto kot je prikazano na tem preseku. | Je stelacija ikozaedra, ki ga Wenninger obravnava kot model [W41] in stelacije ikozaedra\|16. od 17 stelacij ikozaedra in 7. od 59 stelacij po Donaldu Coxeterju. | Ta polieder predtsvlja sferno tlakovanje z gostoto 7. (ena izmed sfernih trikotnih stranskih ploskev je prikazana zgoraj, poudarjena z modro barvo in izpolnjena v rumenem) |

## Kot prirezano telo
Veliki ikozaeder se lahko konstruira kot uniformno prirezano telo z različno obarvanimi stranskimi ploskvami in kiralno simetrijo: . To vrsto konstrukcije lahko imenujemo retroprirezan tetraeder, kar je podobno  simetriji prirezan tetraeder ikozaedra : .

## Sorodni poliedri
Imajo enako razvrstitev oglišč kot pravilni konveksni ikozaeder. Ima tudi isto Razvrstitev robov kot mali stelirani dodekaeder.
Operacija prisekanja, ki jo večkrat ponovimo na velikem ikozaedru, nam da zaporedje uniformnih poliedrov. Do točk prisekani robovi tvorijo veliki ikozidodekaeder kot rektificirani veliki ikozaeder. Postopek se zaključuje kot dvojna rektifikacija, ki prvotne stranske ploskve zmanjša do točk in naredi veliki stelirani dodekaeder.
Prisekanost velikega steliranega dodekaedra  je degenerirani polieder z dvajsetimi trikotnimi stranskimi ploskvami iz prisekanih oglišč in dvanajst petkotnih stranskih ploskev kot prisekanost prvotnih petkotnih stranskih ploskev, ki tvorijo  veliki dodekaeder včrtan v njega s skupnimi robovi kot ikozaeder.
| ime                      | veliki stelirani dodekaeder | prisekani veliki stelirani dodekaeder | veliki ikozidodekaeder | prisekani veliki ikozaeder | veliki ikozaeder |
| ------------------------ | --------------------------- | ------------------------------------- | ---------------------- | -------------------------- | ---------------- |
| Coxeter-Dinkinov diagram |                             |                                       |                        |                            |                  |
| slika                    |                             |                                       |                        |                            |                  |